# Bambina (mjuzikl)
Bambina je hrvatski mjuzikl.
Predstava traje 2 sata i 40 minuta, uz jednu stanku.

## Zamisao o projektu
Projekt mjuzikla predstavljen je na tiskovnoj konferenciji 23. listopada 2019. godine, a u izradi je bio već neko vrijeme. Sadržajem je nostalgični jukebox musical, nešto kao Mamma Mia gdje se playlista uspješnica ubacuje u jednu novu priču, s tom razlikom da Bambina je građena oko tih pjesama. Bit će snimljen uz glazbu Đavola i u ozračju Splita osamdesetih godina 20. stoljeća. Ana Tonković Dolenčić je autorica teksta mjuzikla, skladatelj glazbe je Neno Belan, scenografkinja Dinka Jeričević, dramaturg Jasen Boko, dirigent mjuzikla je Jure Bučević. 22. listopada 2019. bila je audicija za Bambinu. Na audiciju su bili pozvani studenti i studentice glume i solo-pjevanja kao i diplomirani glumci i solo-pjevači. Iz te skupine izabrat će se par koji će tumačiti glavne uloge – zaljubljenog para mladog inženjera i maturantice. Premda je radnja smještena u 1980-te, tek polovica skladba je iz tog razdoblja, a ostale su kasnije skladbe. Najavljeno je da glazba ne će biti u izvornom obliku, nego u novom aranžmanu Olje Dešića; izvodit će ju Neno Belan sa svojim glazbenim sastavom uz članove kazališnog orkestra. Radnja mjuzikla osmišljena je oko uspješnica Đavola. Prema planu na pozornici HNK u Splitu praizvesti će ga na Valentinovo 14. veljače 2020. godine. Praizvedba Bambina tako je bila prva izvedba mjuzikla u splitskom HNK nakon 1983., kad su zadnji put postavili mjuzikl.

## Radnja
Radnja se zbiva 1980-ih godina. Autorica je izabrala to vrijeme ne samo zato što su tad nastale te skladbe Đavola, nego jer je to vrijeme u nekom kolektivnom sjećanju neko optimistično vrijeme; to ne znači da je i zbilja bilo tako, ali zbog činjenice da dosta ljudi ima takav osjećaj prema tom razdoblju naših života. Mjesto radnje je splitski škver gdje se gradi tanker imena Bambina za grčkog brodovlasnika. Gradnja je povjerena mladom, neiskusnom i naivnom inženjeru. Direktor i njegovi suradnici izabralu su njega za vođenje projekta računajući da će s njim moći manipulirati i tako prikriti svoje malverzacije. Tri su ljubavne priče, zatim klasni i ideološki sukobi, sve ono što je obilježilo te godine, od čega je dosta preživjelo i danas. Mjuzikl se ne bavi aktivizmom. Autori žele napraviti "ne dijagnostiku, nego terapiju". Radnja ima sretan završetak, brod isplovljava, svi se problemi razriješe i ono što se u stvarnosti možda ne može dogoditi, zbiva se u kazalištu. Predviđeno je da ovo bude jedna prava splitska predstava u kojoj će se iz kolektivnog sjećanja izvući neke od neizostavnih likova tadašnje gradske scene.

## Vanjske poveznice
- HNK Split
- Zlatko Gall: Anini, Nenini i Krešini splitski graffiti  Arhivirana inačica izvorne stranice od 23. veljače 2020. (Wayback Machine), 15. veljače 2020.